# Primera Internacional

Emblema del Consejo Federal de España de la AIT.

La Asociación Internacional de Trabajadores (AIT) o Primera Internacional fue una organización fundada en Londres en 1864 que agrupó inicialmente a los sindicalistas ingleses, anarquistas y socialistas franceses e italianos republicanos. Sus fines eran la organización política del proletariado en Europa y el resto del mundo, así como un foro para examinar problemas en común y proponer líneas de acción. Colaboraron en ella Karl Marx, Friedrich Engels y Mijaíl Bakunin. 
Las grandes tensiones, fruto de las diferencias programáticas existentes entre Marx y los partidarios del socialismo, por una parte, y Bakunin y los partidarios del anarquismo colectivista, por otra parte, llevaron a la escisión entre ambos sectores: los marxistas proponían la formación de una internacional de partidos obreros fuertemente centralizados, con un programa de mínimos basado en la lucha por conquistas sociales y laborales concretas, y uno de máximos basado en la lucha por la revolución social a través de la conquista del poder del Estado, mientras que los anarquistas postulaban un modelo revolucionario basado en la organización asociativa-cooperativa (federalismo) que pregona el poder de decisión por medio del consenso.
En 1872 el Consejo General de la AIT se traslada de Londres (donde está situado desde sus inicios) a Nueva York, disolviéndose oficialmente en 1876. En 1889 se establece la Segunda Internacional, de carácter socialdemócrata, como la sucesora en sus fines políticos, y que durará hasta 1916, y en 1922 aparece la Asociación Internacional de los Trabajadores, organización anarcosindicalista que pretende recoger el testigo del ala libertaria y que llega hasta la actualidad.
La Primera Internacional fue considerada como uno de los factores que condujeron a la creación de la Comuna de París de 1871. Aunque esta idea es disputada, Marx hizo un escrito en relación con la defensa de la Comuna, publicado bajo el título de La guerra civil en Francia (1871), reúne el primer (julio de 1869) y segundo manifiesto (septiembre de 1870) del Consejo General la AIT y el manifiesto de junio de 1871, escritos por Marx.

## Historia

### Origen

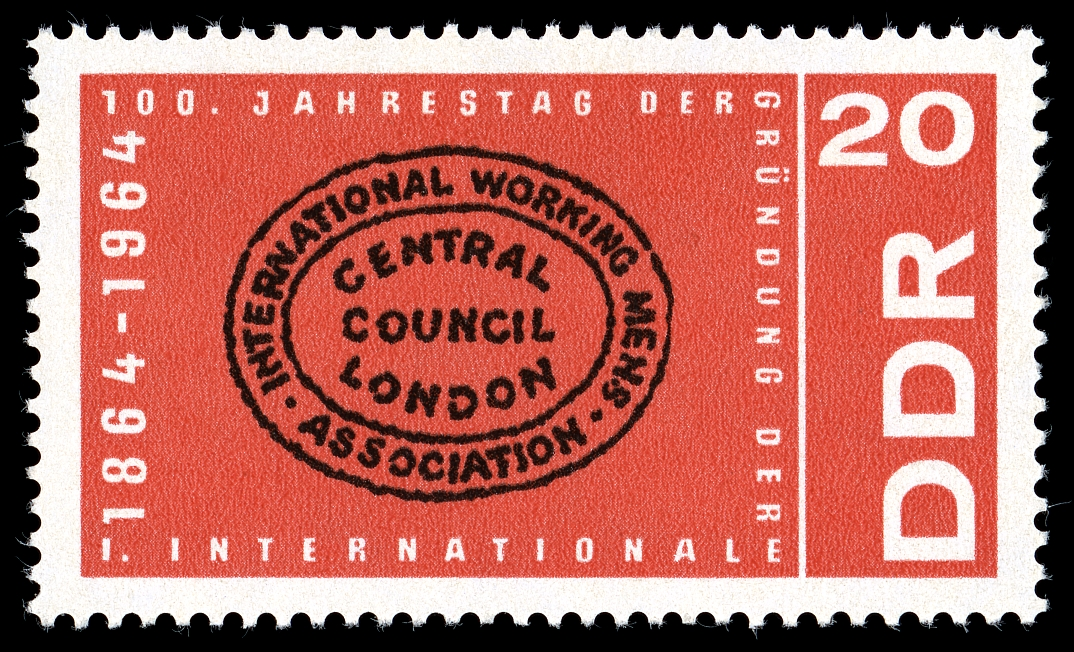
Sello de Correos de la desaparecida República Democrática Alemana conmemorativo del centenario de la fundación de la AIT en el que aparece el sello del Consejo General con sede en Londres.

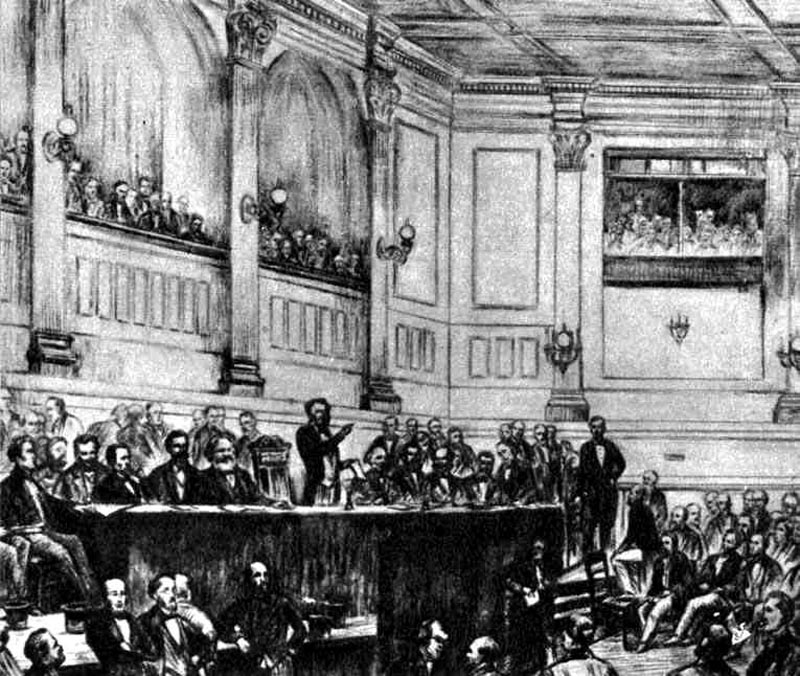
Primer congreso de la Asociación Internacional de Trabajadores (1864).

Nace como respuesta a la explotación que sufren los trabajadores como consecuencia de la revolución industrial. Su objetivo es lograr un orden social más justo e igualitario luchando contra el capitalismo. Es un símbolo de solidaridad internacional entre los obreros por encima de las fronteras.
En 1862, dirigentes sindicales ingleses (provenientes de las Trade Unions) y franceses se reunieron en Londres con ocasión de una exposición internacional. Allí fraguó la idea de una organización obrera internacional. Dos años después, en 1864, reunidos en Saint Martin's Hall, formaron un comité cuya misión fue redactar un programa y unos estatutos para una Asociación Internacional de Trabajadores que, posteriormente, fue conocida con el nombre de Primera Internacional.
Los estatutos por los que se constituye formalmente la definen como "un centro de cooperación y comunicación entre los obreros de diferentes países", regida por un consejo general "compuesto por obreros pertenecientes a los países representados", fueron aprobados en 1866.
No consiguió una adscripción masiva, de hecho no fue casi conocida hasta los sucesos de la comuna de París, aunque en Francia sí consiguió una gran implantación gracias a Henri Tolain, que aunque discípulo de Proudhon, sí estaba a favor de una organización formal (formó parte del comité). En España no tuvo repercusión hasta la llegada de Fanelli, enviado por la sección anarquista de la Internacional, que consiguió una muy modesta implantación en Barcelona. La sección marxista fue introducida en España por Lafargue, consiguiendo implantarse en Madrid y posteriormente en la Cornisa Cantábrica aunque con una afiliación igualmente modesta. La posterior escisión se manifestará también en España, siendo mayoritaria la posición anarquista.

### Escisión
En el V Congreso de la AIT (1872), en La Haya, se produjo la escisión entre marxistas y anarco-colectivistas, siendo esta la primera gran separación producida en el seno del movimiento obrero. Los puntos fundamentales del enfrentamiento entre Marx y Bakunin eran los siguientes:
- Distinta concepción de la A.I.T.: Bakunin pretendía que la Internacional fuera una coordinadora de movimientos social-revolucionarios autónomos y sin órgano de dirección común. Para Marx, en cambio, la I Internacional debía tener una función centralizadora, unificadora y rectora del movimiento obrero.
- Fracaso de la comuna de París
- Visión de la Historia: la concepción histórica marxista se basa en el materialismo histórico, que plantea la historia como una  una lucha de clases a lo largo de la historia entre propietarios de los medios de producción y no propietarios, entre explotadores y explotados. Esta lucha se ejemplifica a lo largo de la historia en la oposición entre: esclavos y latifundistas en la Antigüedad Clásica, siervos y señores feudales en la Edad Media y proletariado y burguesía en el capitalismo. Bakunin centra su atención en el hombre concreto y en su libertad, al que considera capaz de vencer las fuerzas de la historia.

- Conflicto entre anarquía y dictadura del proletariado: la doctrina marxista postulaba una situación transitoria: la dictadura del proletariado (es decir, un Estado obrero), para Marx el socialismo debía ser consecuencia de un capitalismo bien avanzado y de una clase obrera madura y organizada que bajo la dirección de un partido alcanzaría el triunfo revolucionario. La oposición de Bakunin a toda autoridad o autoritarismo, aunque sea provisional, le lleva a rechazar todo tipo de Estado, inclusive uno gobernado en nombre del proletariado. Creía en la revolución inmediata y espontánea; para llevarla a cabo confiaba en las masas trabajadoras en su conjunto, sin atribuir un papel rector al proletariado industrial. Al igual que Louis Auguste Blanqui defendía la insurrección armada, considerando que todo cambio social no debía ser la conquista del poder sino la destrucción del mismo y de todo estado. Sin embargo, la dictadura del proletariado lleva implícita, para Marx, la idea de reforzamiento provisional del poder del Estado, que irá desapareciendo gradualmente para dejar paso a la sociedad sin clases, la sociedad comunista.

- Intervención política: la aceptación de los marxistas del juego político (participación electoral) supuso la participación (allí donde era posible) en las elecciones, premisa esta rechazada por Bakunin, que no acepta la participación en el juego político burgués, proponiendo la creación de sindicatos en lugar de partidos políticos.

## Conferencias y Congresos realizados por la AIT

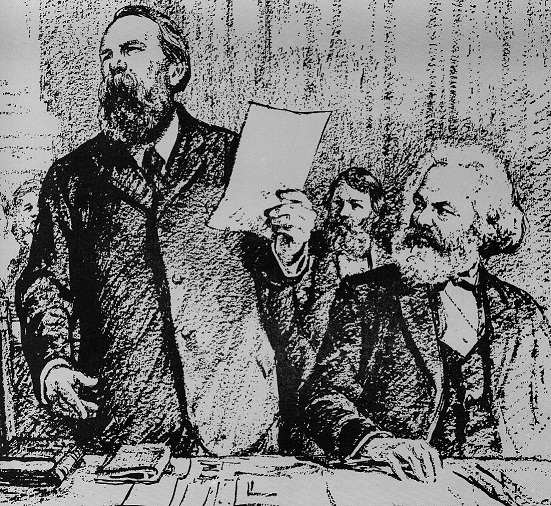
Friedrich Engels y Karl Marx en el Congreso de La Haya (1872).

- Friedrich Engels y Karl Marx en el Congreso de La Haya (1872).Conferencia preliminar de Londres (Reino Unido), 25 al 29 de septiembre de 1865. Trabajos preparatorios para el I Congreso.
- I Congreso de Ginebra (Suiza), 3 al 8 de septiembre de 1866.
- II Congreso de Lausana (Suiza), 2 al 8 de septiembre de 1867.
- III Congreso de Bruselas (Bélgica), septiembre 1868.
- IV Congreso de Basilea (Suiza), septiembre 1869.
- Conferencia de Londres (Reino Unido), 7 al 23 de septiembre de 1871. Convocada ante la imposibilidad de realizar el respectivo congreso anual por la Guerra Franco Prusiana y la Comuna de París en 1870 y 1871
- V Congreso de La Haya (Países Bajos), 2 al 7 de septiembre de 1872.
- VI Congreso de julio de 1876. Resuelve disolver la AIT.

## Movimientos políticos que surgieron de la Primera Internacional

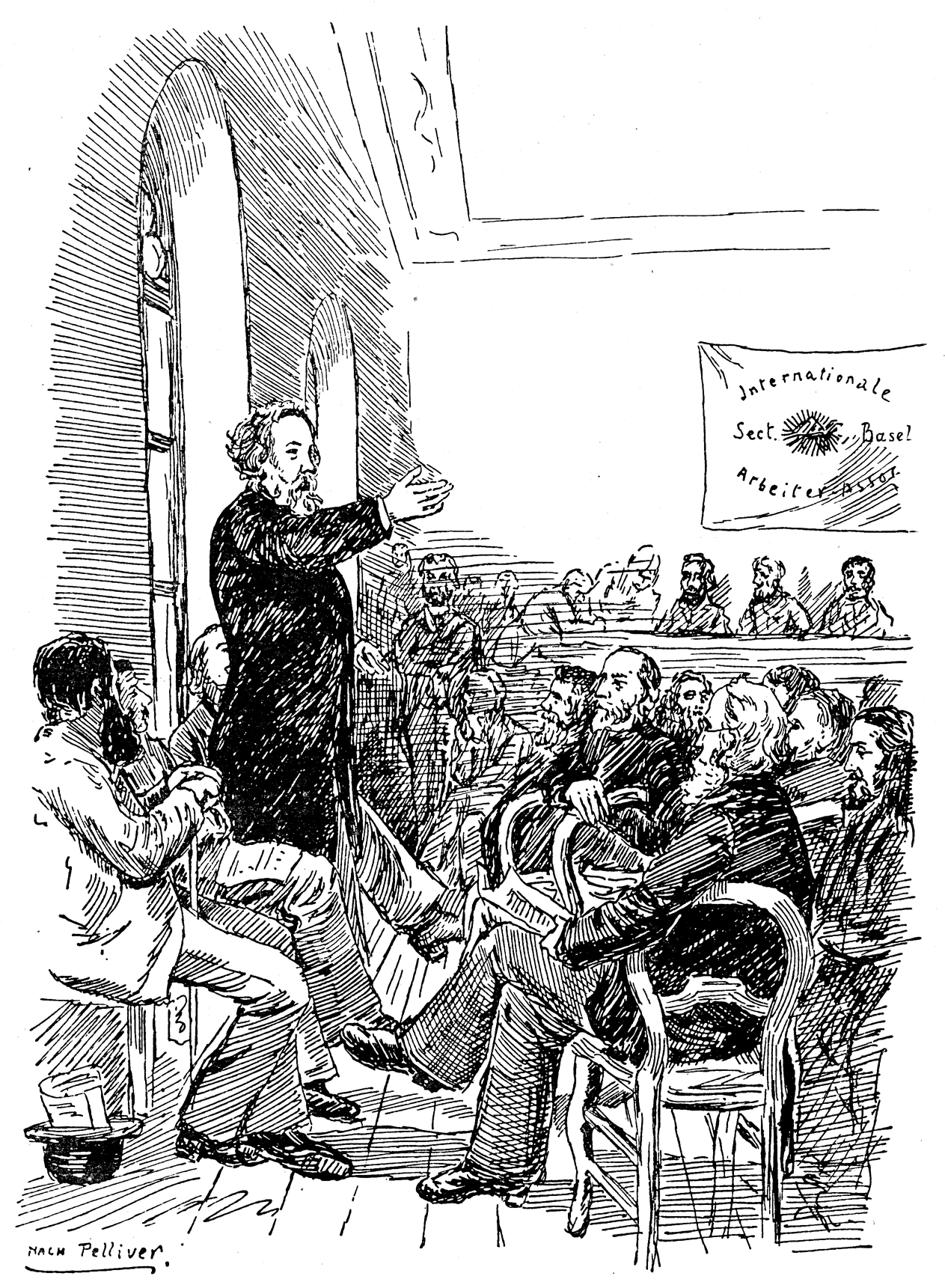
Bakunin hablando a miembros de la AIT en el Congreso de Basilea (1869).

El movimiento obrero revolucionario internacional surgido de la AIT puso desde el primer momento las discrepancias entre los partidarios de Mijaíl Bakunin y Karl Marx. Los partidarios del primero, se organizaron en lo que se dio a llamar el anarquismo como movimiento internacional organizado. Los partidarios del segundo dieron a un grupo de corrientes ideológicas apeladas como marxismo.

### Anarquismo
El ala anarquista de la AIT formó la Internacional de Saint-Imier, organización que duró hasta el año 1877. Surgieron dos grandes tendencias principales: el anarcocolectivismo y el anarcocomunismo que sintetizadas con el sindicalismo revolucionario dieron lugar al anarcosindicalismo. También hubo y sigue habiendo otras corrientes y subcorrientes anarquistas menos importantes a lo largo de los siglos XIX, XX y XXI.
Cabe mencionar que, entre el 25 de diciembre de 1922 y 2 de enero de 1923 diversos grupos anarcosindicalistas refundan en Berlín la AIT, de la cual trazan sus orígenes a la Primera Internacional (1864-1876) y consideran su continuidad.

### Marxismo
El marxismo dio origen a dos grandes corrientes políticas que fueron conformándose a partir de la Segunda, Tercera y Cuarta Internacional: el socialismo marxista y la socialdemocracia. 
El socialismo marxista tiene como principal sucesor el comunismo propiamente dicho, con ideas aportadas por Lenin (leninismo). Dentro de las ideologías comunistas ha habido una evolución y adaptación del marxismo a las diferentes épocas y realidades nacionales. Así se puede hablar también de trotskismo, estalinismo, maoísmo y eurocomunismo.

## Principales puntos tratados en la Primera Internacional
- Necesidad de una acción unitaria del proletariado, y la organización de la clase obrera.
- Lucha por la emancipación económica y por la abolición de la sociedad clasista.
- Abolición de la explotación infantil y mejora de las condiciones laborales de la mujer.
- Solidaridad internacional obrera.
- Reconocimiento de la importancia del movimiento sindical.
- Huelga como instrumento de lucha.
- Abolición de la propiedad privada de los bienes de producción y de los ejércitos permanentes.